# فيتالي دونايتسيف
فيتالي دونايتسيف (بالروسية: Дунайцев, Виталий Владимирович)‏ (مواليد 12 أبريل 1992) هو ملاكم روسي، مثّل بلاده في الألعاب الأولمبية الصيفية 2016 وحقق الميدالية البرونزية في فئة وزن الويلتر الخفيف.

## روابط خارجية
فيتالي دونايتسيف على موقع بوكس ريك (الإنجليزية) (registration required)
- فيتالي دونايتسيف على موقع اللجنة الأولمبية الدولية (الإنجليزية)
- فيتالي دونايتسيف على موقع أوليمبيديا (الإنجليزية)